# Distretto di Xinrong
Il distretto di Xinrong (新荣区S, Xīnróng QūP) è un distretto della Cina, situato nella provincia dello Shanxi e amministrato dalla prefettura di Datong.